# ライアトゥ・ラトゥ
ライアトゥ・ラトゥ（Laiatu Latu, 2000年12月31日 - ）は、アメリカ合衆国カリフォルニア州サクラメント出身のアメリカンフットボール選手。NFL・インディアナポリス・コルツ所属。NCAAのカリフォルニア大学ロサンゼルス校（UCLA）でプレーしていた。ポジションはディフェンシブエンド。

## 経歴

### ハイスクール
高校4年目のシーズンに94タックル、29.5ロスタックル、6サックを記録した。
主要サイトから4つ星評価を受け、ワシントン大学へ進学した。

### カレッジ

#### ワシントン
1年目の2019年シーズンは12試合に出場して16タックル、1.5ロスタックルを記録した。
2020年シーズンは開幕前の秋季練習で首を痛め、全休した。シーズン終了後、チームドクターから怪我が十分に回復しておらず、フットボールを続けるには危険すぎると診断された。
2021年シーズン開幕前に現役引退を発表したが、その後復帰を目指し、UCLAへ転校した。

#### UCLA
2022年シーズンに医師の許可を得て現役復帰し、10.5サックを記録した。
2023年シーズンは12試合に出場して49タックル、13サックを記録。ロンバルディ賞やテッド・ヘンドリックス賞を受賞した。
| 6 ft 4+3⁄4 in (195 cm)              | 259 lb (117 kg) | 32+5⁄8 in (83 cm) | 9+5⁄8 in (24 cm) | 4.64 s | 1.62 s | 2.70 s | 4.34 s | 7.09 s | 32.0 in (81 cm) | 9 ft 8 in (2.95 m) |
| All values from NFL Combine/Pro Day |                 |                   |                  |        |        |        |        |        |                 |                    |